# Центральноафриканська Республіка
Центральноафрика́нська Респу́бліка (акр. ЦАР; фр. République Centrafricaine; до 1960 р. — Убангі-Шарі) — держава (республіка) в Центральній Африці.
Столиця — місто Бангі.

## Природа

### Географічне положення
Розташована трохи північніше екватора між 2° і 11° північної широти та 14° і 27° східної довготи. Межує на північному сході із Суданом, на сході з Південним Суданом, на півдні з ДРК і Конго, заході з Камеруном і північному заході з Чадом.
Площа 622 436 км²; протяжність із заходу на схід країни 1200 км, з півночі на південь — 600 км. До Атлантичного океану її відділяє відстань 500 км, до Середземного моря 2300 км та до Червоного моря 2300 км.

### Геологічна будова і рельєф
Майже всю територію країни займає обширне плоскогір'я Азанде. В тектонічному відношенні воно являє собою виступ стародавньої, докембрійської основи африканської платформи. Породи основи — кварцити, гнейси, сланці і ін. — сильно метаморфизовані, зім'яті в складки і у різний час були прорвані гранітними інтрузіями.
Плоскогір'я утворилось в результаті процесів вивітрювання та активної діяльності поверхневих вод, що проходили на фоні неоднократних повільних підйомів африканської платформи.
Азанде — слабохвилясте, висотою 600—900 м плоскогір'я з численними куполоподібними острівними горами, розділене широкими та плоскими долинами річок, що належать до басейнів Конго і Шарі і течуть з півночі на південь.
Над плоскогір'ям підвищуються сильно порізані річками останцові гранітні масиви висотою понад 1000 м: на заході масив Яде з вершиною Нгая (1388 м), на сході — масив Фертит, що складається з гірського ланцюга Бонго та гряди Дар-Шалла. По периферії масиву Фертит та між масивом Яде і долиною річки Убангі докембрійські породи перекриті відкладеннями мезозойських континентальних пісковиків.
На півночі країни підвищення Азанде поступово переходить в плоскі, місцями заболочені рівнини південного краю впадини Чад.

#### Корисні копалини
Геологічна будова території дозволяє припускати, що надра країни багаті на різноманітні корисні копалини, але вивчені вони дуже слабо.
З 1930 року добуваються алмази, більша частина з яких (близько 40 %) є ювелірними. Основні родовища, головним чином розсипні розташовані в басейнах річок Лобає і Санга, а також на південному-сході в районі Бріа.
Родовище урану було відкрито французьким комісаріатом по атомній енергії в 1959 році в містечку Бакума на півночі країни. Запаси урану оцінюються в 10–16 тис. тонн.
У багатьох районах знайдені рудовияви золота. Домінують розсипні родовища, приурочені до річних долин, але промислового значення не мають.
Родовище залізної руди відкрите в 1948 році в Богоені, за 120 км на північний схід від Банги. Запаси становлять 3,5 млн тон, а середній вміст заліза — 63 %. В руді практично відсутні шкідливі домішки.
У 1976 році розвідка зі штучного супутника Землі зафіксувала в південних районах країни, біля міст Боалі, Босембеле, Сиб'ю, Бамбарі, наявність великого родовища залізної руди названого Бангійською аномалією.
Також знайдені ознаки покладів мідної руди на південному сході країни, на північному схилі хребту Бонго. Це родовище вважається продовженням відомого суданського мідемісного басейну.
Надра ЦАР також містять руди нікелю, хрому, олова, графіту. Різноманітні родовища будівельних матеріалів, серед яких найвідоміше родовище вапна Фатіма біля Банги (запаси оцінюються в 3 млн т).

### Клімат
Специфіку екваторіально-мусонного клімату визначає положення ЦАР між екватором і північним тропіком.
Клімат країни формується під впливом двох повітряних потоків — теплого вологого морського повітря з Атлантики (екваторіального мусону) та спекотних повітряних мас північно-східних пасатів. Мусони досягають найбільшого поширення з березня — квітня до жовтня — листопада. Це сезон дощів, продовжуваність якого скорочується до півночі. Крім того середньорічна кількість опадів зменшується з заходу на схід. В інші місяці року (сухий сезон) дме північно-західний сухий вітер континентальних пасатів — харматтан
Розбіжності клімату окремих частин країни визначаються в основному тривалістю сухого періоду та кількістю опадів за рік. Хоча середньорічна температура по всій території країни досить велика — 20–25°С, спостерігаються середньодобові та середньомісячні коливання температур в різних районах.
Абсолютний температурний максимум — 44,2°С, був зафіксований в Бірао у 1953 році.
Середньомісячна температура у м. Банга 21–31°С. Опадів 1000–1200 мм в рік, на півночі до 1600 мм.
Виділяється три кліматичні зони:
- сахело-суданська — на півночі, найсухіша. Досить часто бувають посухи. Дощі дуже рідкі, особливо з листопада до березня, під час сухого сезону.
- судансько-гвінейська — в центральній частині. Сухий сезон триває з листопада до березня, дощовий — з квітня до жовтня. Середньорічна температура 20 °C, а середньорічна кількість опадів 900 мм.
- зона вологих тропіків (убангійського клімату) — на півдні. Дощі тут закінчуються на короткий період, з грудня до лютого. Середньорічна температура становить 25 °C, а середньорічна кількість опадів — 1300 мм.

### Гідрографія

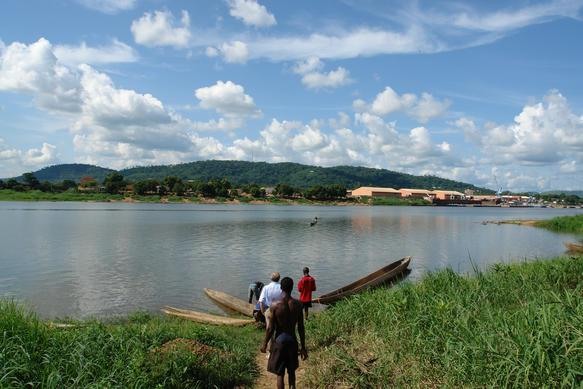
Річка Убангі

Водні ресурси країни формуються в основному за рахунок опадів, що живлять розгалужену мережу малих і великих річок, а також поповнюють ґрунтові води. Скрізь на території країни спостерігається тропічний режим опадів, але характер дощів різноманітний. Виділяють три типи дощів:
- грозові місцеві дощі — інтенсивні та нетривалі;
- шквалисті зливи, що дають найбільшу кількість опадів і супроводжуються сильними поривчастими вітрами;
- малоінтенсивні дощі, що характеризуються великою тривалістю.

Річки країни, в своїй більшості бурхливі та порожисті, судноплавні тільки в низовинах. Всі вони мають широкі долини із слабо терсированими, зручними для землеробства схилами.
Впродовж річок, як правило, проходять природні межі розселення центральноафриканських народів.
Річки північної частини країни належать до басейну найбільшої річки в північній частині країни — Шарі (її притоки Бемінгі і Аук беруть початок в горах Бонго), що впадає в озеро Чад, а південної до басейну річки Конго. Інші річки цієї системи — Бангоран, Бамінгі, Грибінгі — дуже порожисті і сильно міліють в сухий сезон.
Річки південної частини, басейни яких займають 2/3 її території, впадають в найбільшу річку країни — Убангі. Убангі утворюється від злиття річок Уеле і Мбоу на південному сході країни і несе свої води в річку Конго.
Більша частина річок судноплавна в повінь, а Убунгі цілий рік до Бангі. Це головна транспортна артерія країни.
Річка Санга, права притока Конго, утворена злиттям Кадеї і Мамбере на крайньому південному заході країни. Її протяжність — 1300 км. Річка судноплавна цілий рік.
На багатьох річках є водоспади.

### Ґрунти та рослинність
На більшій території країни переважають високотравні савани, місцями чергуються із саванними лісами, дерева яких скидають листя в сухий сезон. На крайній півночі рослинний покрив нагадує посушливий степ. Це зона сухих чагарників або опустелених саван з рідкими деревами. Тут переважають колючі чагарники, що стеляться, різні види акацій і низькі злаки, що ростуть пучками. Ландшафти північних районів дуже одноманітні, особливо в сухий сезон, коли рівнини покриваються сіро-бурою жорсткою травою, серед якої подекуди підвищуються безлистові дерева та чагарники, вкриті колючками. В цій зоні розповсюджені найбідніші червоно-бурі ґрунти. Вони сформувались в умовах посушливого клімату. Землеробство тут можливе лише при використанні штучного зрошення.

### Національні парки
- Сен-Флоріс
- Бамінгі-Бангоран
- Андре-Фелікс

## Історія
Незалежність від Франції отримана 13 серпня 1960. У 1965 році відбувся військовий переворот, очолюваний полковником Бокасса, що оголосив себе довічним президентом і імператором. Він був зміщений президентом Девідом Дако в 1979, що у свою чергу був зміщений генералом Андре Колинба в 1981 році. На референдумі 1986 була прийнята нова конституція; масові демонстрації за проведення реформ відбулися в 1990 і 1991. В 1991 році в країні була введена багатопартійна система.

## Адміністративний поділ
В адміністративному плані країна поділяється на префектури (I рівень, області), які в свою чергу поділяються на субпрефектури (II рівень; округи). Назви префектур в основному походять від назв річок, що протікають їх територією. Усього в країні 17 префектур, включно зі столицею і прилеглою до неї областю, що утворюють особливу адміністративну одиницю.
| Префектура        | Префектура (фр.)   | Центр        | Площа, км² | Населення (2003), осіб |
| ----------------- | ------------------ | ------------ | ---------- | ---------------------- |
| Бамбінґі-Банґоран | Bambingui-Bangoran | Нделе        | 58 200     | 43 229                 |
| Банґі             | Bangui             | Банґі        | 67         | 622 771                |
| Вакага            | Vakaga             | Бірао        | 46 500     | 52 255                 |
| Верхнє Котто      | Haute-Kotto        | Бріа         | 86 650     | 90 316                 |
| Верхнє Мбому      | Haut-Mbomou        | Обо          | 55 530     | 57 602                 |
| Кемо              | Kémo-Gribingui     | Сіб'ю        | 17 204     | 98 881                 |
| Лобае             | Lobaye             | Мбаїкі       | 19 235     | 246 875                |
| Мамбере-Кадеї     | Mambéré-Kadéï      | Бербераті    | 30 203     | 364 795                |
| Мбому             | Mbomou             | Банґасу      | 61 150     | 164 009                |
| Нана-Гребізі      | Nana-Gribizi       | Кага-Бандоро | 19 996     | 117 816                |
| Нана-Мамбере      | Nana-Mambéré       | Буар         | 26 600     | 233 666                |
| Нижнє Котто       | Basse-Kotto        | Мобає        | 17 604     | 249 150                |
| Омбелла-Мпоко     | Ombella-Mpoko      | Бімбо        | 31 835     | 356 725                |
| Санга-Мбаере      | Sangha-Mbaéré      | Нола         | 19 412     | 101 074                |
| Уака              | Ouaka              | Бамбарі      | 49 900     | 276 710                |
| Уам               | Ouham              | Босанґоа     | 50 250     | 369 220                |
| Уам-Пенде         | Ouham-Pendé        | Бозум        | 32 100     | 430 506                |

## Політична система
Політична система — багатопартійна республіка.
За даними «Рейтингу крихких держав» на 2020 рік, Центральноафриканська Республіка посідає в ньому шосте місце.

## Міжнародні відносини

### Відносини з Україною
ЦАР підтримує РФ у вторгненні в Україну

## Релігія
Близько 50 % віруючих християни — (протестанти 25 %, римо-католики 25 %). Дотримуються місцевих традиційних вірувань — 35 %, мусульмани — 15 %.

## Економіка
Основою економіки є сільське господарство, в якому працює близько 70 % населення.
Експорт: алмази, уран, кава, бавовна, деревина, тютюн, просо, батат.
Промисловість розвинена слабо. Видобувають алмази (2 % світового видобутку). Ведуться заготівлі цінних порід деревини (16 % експортних надходжень). Електроенергія виробляється переважно на ГЕС (82 %). Обробна промисловість представлена деревообробною, харчовою, та легкою промисловостями.

### Сільське господарство
Головна галузь — рослинництво. Експортне значення має вирощування бавовни, кави, тютюну, a також збір соку гевеї. Обробляють маніок їстівний, ямс, кукурудзу, цукрову тростину, арахіс, банани. Тваринництво має підсобний характер.

## Транспорт
Залізниць немає. Протяжність автомобільних доріг 23,8 тис. км. Протяжність водних шляхів 800 км. Головна річка — Убангі. Головний річковий порт — Бангі.

### Зовнішня торгівля
На експорт поставляються: алмази, деревина, кава, бавовна, тютюн. Імпортується: паливо, машини і обладнання, промислові та продовольчі товари. Основні торговельні партнери; країни Бенілюксу, Франція, Камерун, Кот-д'Івуар.

## Населення

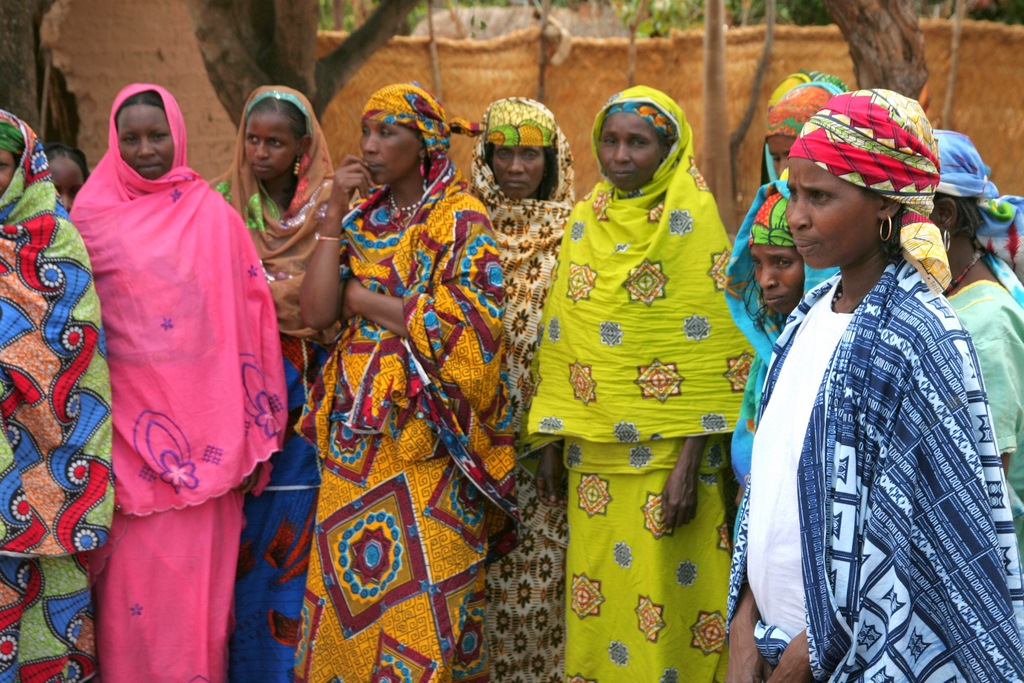
Жінки фуле в Паоуа.

Населення Центральноафриканської Республіки збільшилося майже в чотири рази з моменту здобуття незалежності. У 1960 році населення складало 1 232 000 чол.; за оцінкою ООН 2014 року, приблизно 4 709 000.
За оцінками Організації Об'єднаних Націй, приблизно 11 % населення у віці між 15 і 49 років ВІЛ-позитивні. Тільки для 3 % населення країни антиретровірусна терапія є доступною, в порівнянні з 17 % охопленими в сусідніх країнах — Чаді та Республіці Конго.
Населення розділене на більш ніж 80 етнічних груп, кожна з яких має свою власну мову. Найбільші етнічні групи: головним чином банда і гбайя (понад 50 % населення), азанде, гбанді, в лісах пігмеї, включаючи європейців в основному французького походження.

### Мови
Мови: санго (національна), французька (державна).

## Освіта
Народна освіта в Центральноафриканській Республіці є безкоштовною і обов'язковою у віці від 6 до 14 років. Тим не менш, приблизно половина дорослого населення країни неграмотна.

### Вища освіта
Університет Бангі — громадський університет, розташований у Бангі, включає в себе медичну школу, і Евклідовий університет, міжнародний університет у Бангі — дві установи вищої освіти в Центральноафриканській Республіці.

## Охорона здоров'я
Відповідно до звіту HeRAMS 2014 року у країні після громадянської війни було поранено 7 136 осіб. Не функціонувало 365 (44,8 %) закладів охорони здоров'я, більшість за межами Бангі, столиці країни. 147 з них було пошкоджено, 21 зруйновано.

## Персоналії
- Жан-Поль Нгупанде — прем'єр-міністр (1996-97)